# Aki Kaurismäki
Aki Olavi Kaurismäki (født 4. april 1957 i Orimattila, Finland) er en finsk filminstruktør, bror til Mika Kaurismäki. 
Han debuterede i 1981, og fik opmærksomhed med den uærbødige Dostojevskij-filmatisering Forbrydelse og straf (1983). Efter den sprælske Shakespeare-filmatisering Hamlet Goes Business (1987) og den tragikomiske Ariel (1988) fulgte bl.a. den H.C. Andersen-inspirerede Tulitikkutehtaan tyttö (Pigen fra tændstikfabrikken, 1990). I Hired a Contract Killer (1990) skildrer en selvmordskandidat som engagerer en lejemorder, og derefter forsøger at fri sig fra kontrakten. Også La vie de bohème (1992), Drifting Clouds (1996), stumfilmen Juha (1999) efter en berømt roman af Juhani Aho og den lakoniske Manden uden fortid (2002). Kaurismäki er eksponent for et distanceret filmsprog, og er optaget af hverdagens anti-helte, ofte på en usentimentalt humoristisk måde.